# 韓文約
韓文約（？—？），唐代宦官。
右神策中尉，韓全誨是他的養子，咸通十四年（873年）唐懿宗死後，韩文约杀死年长皇子（未详是蜀王李佶还是咸王李侃），與田令孜、左神策中尉劉行深立年僅十二歲的普王李儼（李儇）即位，是為唐僖宗，改元乾符元年，封文約為國公，田令孜為觀軍容、制置左右神策、護駕十軍等使。唐僖宗專事遊樂，喜鬥雞、騎射、劍槊、賭鵝、馬球，政事全交給田令孜處理，稱之為“阿父”，在田令孜的擠壓下，韓文約被勒令交出中尉之權。